# Kelurahan Bungo Timur
Kelurahan Bungo Timur is een bestuurslaag in het regentschap Bungo van de provincie Jambi, Indonesië. Kelurahan Bungo Timur telt 3758 inwoners (volkstelling 2010).